# Haraldur Benediktsson

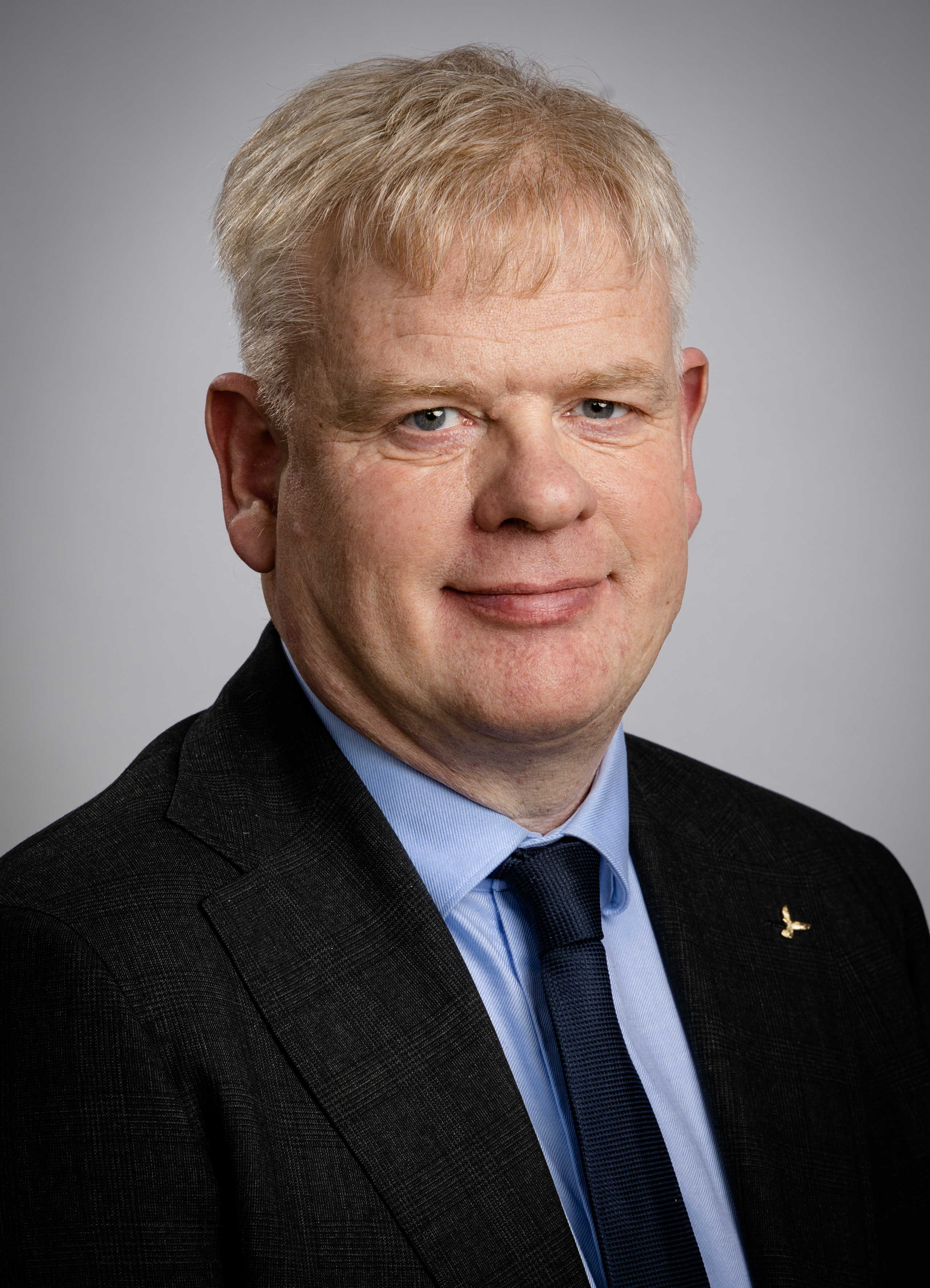
Haraldur Benediktsson, 2021

Haraldur Benediktsson (* 23. Januar 1966 in Akranes) ist ein isländischer Politiker (Unabhängigkeitspartei).
Haraldur war seit 1995 Landwirt auf dem Hof Vestri-Reynir bei Akranes. Er war in verschiedenen landwirtschaftlichen Organisationen tätig, unter anderem von 2004 bis 2013 als Vorsitzender des isländischen Bauernverbands (Bændasamtök Íslands).
Seit der isländischen Parlamentswahl vom 27. April 2013 ist Haraldur Abgeordneter des isländischen Parlaments Althing für den Nordwestlichen Wahlkreis. Mit Stand vom September 2017 gehört er dem Verfassungs- und Aufsichtsausschuss des Althing an und ist Vorsitzender des Budgetausschusses.